# Kobri
Kobri, o anche Kobiri, è un comune rurale del Mali facente parte del circondario di Kita, nella regione di Kayes.
Il comune è composto da 17 nuclei abitati:
- Banco
- Bendougou
- Diagala
- Dionfacourou
- Doumi
- Fouloumba
- Gassito
- Gninigo
- Kobri
- Kokounkoutou
- Koumakana
- Madina-Malinké
- Nantela
- Néroumba
- Nimbéré
- Sansanding
- Tocombare